# Les Cots (Pinell de Solsonès)
 Cots és una masia situada al municipi de Pinell de Solsonès, a la comarca catalana del Solsonès.
Està situada a 754 m d'altitud.